# Флаг Эритреи
Государственный флаг Эритреи (тигринья ሃገራዊት ባንዴራ ኤርትራ, араб. علم إريتريا الوطني‎) — принят 5 декабря 1995 года. 

## Описание и символика
Флаг состоит из трёх треугольников: красного равнобедренного треугольника с основанием, совпадающим с левой стороной флага, и двух прямоугольных треугольников зелёного и синего цветов, гипотенузы которых одновременно являются сторонами красного равнобедренного треугольника. В красном треугольнике находится изображение трёх веток оливкового дерева.
Основные цвета государственного флага Эритреи: зелёный, красный, синий, жёлтый. Цвета имеют следующее значение:
- Зелёный цвет символизирует сельское хозяйство и скотоводство.
- Красный цвет олицетворяет кровь, пролитую борцами за независимость Эритреи.
- Синий цвет символизирует морские богатства в прибрежных водах страны, а также Красное море.
- Жёлтый цвет символизирует богатство минеральными ресурсами, а также возрождение государственности.[1]

Венок из оливковых веток жёлтого цвета (всего 30 листков) символизирует годы гражданской войны, которая закончилась провозглашением независимости Эритреи.

## Исторические флаги
Первый флаг Эритреи был официально принят 15 сентября 1952 года, в день ухода британских властей и за четыре дня до создания федерации с Эфиопией. Флаг был голубого цвета в честь флага ООН, а в центре располагалось изображение трёх веток оливкового дерева зелёного цвета.
В 1958 году эритрейский флаг был заменён флагом Эфиопии, которая аннексировала территорию в 1962 году. В 1977 году был принят флаг Фронта освобождения эритрейского народа (англ. Eritrean People’s Liberation Front), организации, которая вела борьбу за независимость Эритреи. Впоследствии этот флаг был взят за основу современного флага страны. Отличие состояло в том, что в красном треугольнике находилось изображение жёлтой звезды, которая символизировала национальные минеральные ресурсы. Появление звезды во многом было вдохновлено идеями марксизма.

Флаг Эритреи в федерации с Эфиопией 15 сентября 1952 — 23 декабря 1958
Флаг Эфиопии 1991 — 1996
Флаг Фронта освобождения эритрейского народа
Флаг Эритреи (пропорция 2:3) 29 мая 1993 — 5 декабря 1995